# Delitzsch
För andra betydelser, se Delitzsch (olika betydelser).
Delitzsch är en stad i Landkreis Nordsachsen i förbundslandet Sachsen i Tyskland. Staden har cirka 25 000 invånare.

## Kända personer
- Christian Gottfried Ehrenberg (1795-1876), naturforskare.
- Hermann Schulze-Delitzsch (1808-1883), socialpolitiker.